# Convention d'Oslo (1930)
La convention d'Oslo ou accord d'Oslo est un accord commercial conclu en décembre 1930 entre les Pays-Bas, le Danemark, la Norvège, la Suède, la Belgique, le Luxembourg et la Finlande. Il porte sur la coopération, avant de monter des droits de douane vis-à-vis d'un État signataire, dans le contexte de la Grande Dépression.